# Pseudogilbia
Pseudogilbia is een monotypisch geslacht van straalvinnige vissen uit de familie van naaldvissen (Bythitidae).

## Soort
- Pseudogilbia sanblasensis Møller, Schwarzhans & Nielsen, 2004